# Copidosoma phthorimaeae
Copidosoma phthorimaeae är en stekelart som beskrevs av Logvinovskaya 1982. Copidosoma phthorimaeae ingår i släktet Copidosoma och familjen sköldlussteklar. Inga underarter finns listade i Catalogue of Life.